# Gendün Tsültrim
Gendün Tsültrim (1744-1807) was een Tibetaans geestelijke.
Hij was de vijfenzestigste Ganden tripa van in de periode rond 1801 tot 1807 en daarmee de hoofdabt van het klooster Ganden en hoogste geestelijke van de gelugtraditie in het Tibetaans boeddhisme.